# Григорьев, Роман Григорьевич
Роман Григорьевич Григо́рьев (настоящая фамилия — Кацман; 1911—1972) — советский режиссёр документального кино. Дважды лауреат Сталинской премии (1949, 1951), заслуженный деятель искусств РСФСР (1965), заслуженный деятель искусств Узбекской ССР (1971).

## Биография
Родился 1 (14) октября 1911 год в Никитовке Екатеринославской губернии (ныне Донецкая область, Украина) в семье бухгалтера Григория Абрамовича Кацмана. Дядя — Кацман Евгений Александрович (1890—1976; отчество изменено при крещении) — художник и график, один из создателей Ассоциации художников революционной России. Оба брата родом из Харькова.
В 1927 году окончил среднюю школу в Харькове.
В кино с 1927 года. Публиковался в газетах «Kiно», «Комсомолец Украины», «На Дунае», «Студент революции».
В 1929—1930 годах — один из организаторов и ответственный секретарь Общества друзей советского кино (ОДСК) в Харькове. Один из организаторов и руководителей Украинской фабрики кинохроники в Харькове.
С ноября 1931 года — заместитель главного редактора, с 1932 года — главлит, редактор и заместитель директора Украинской студии кинохроники.
С декабря 1933 года — редактор, с 1934 года — начальник цеха кинохроники Всесоюзной фабрики кинохроники «Союзкинохроника».
С 1936 года — ответственный секретарь главной редакции, руководитель отдела кинопериодики, главный редактор Московской студии кинохроники (Центральной студии кинохроники).
В 1933—1941 годах руководитель отдела кинопериодики, затем главный редактор ЦСДФ.
В 1942 году вступил в ВКП(б).
С февраля 1939 года — старший редактор, с марта 1940 по май 1944 года — заместитель начальника Главного управления по производству хроникально-документальных фильмов Комитета по делам кинематографии при СНК СССР.
В июне 1941 года призван в РККА, руководил фронтовыми киногруппами.
- Начальник киногруппы Северо-Западного фронта;
- начальник всех фронтовых киногрупп;
- начальник киногруппы 3-го Украинского фронта.

Принимал участие в боевых действиях в составе  3-го Украинского фронта.
С мая 1945 по 1972 год — режиссёр Центральной студии документальных фильмов (ЦСДФ).
С апреля 1961 года — заместитель художественного руководителя производственно-творческого объединения № 4 ЦСДФ.
В 1950-е годы — председатель документальной секции Союза кинематографистов СССР, возглавлял также секцию документалистов в Союза журналистов СССР.
Среди самых известных его работ — «Счастье трудных дорог» (1955; совместно с И. Посельским), «Люди голубого огня» (1961).
Покончил с собой из-за болезни Паркинсона 3 сентября 1972 года. Похоронен в Москве на Донском кладбище, участок № 4.

## Семья
- первая жена — Марьяна (Мария) Яковлевна Фиделева (1907—1948), режиссёр документального кино. Лауреат Сталинской премии второй степени (1949).
- вторая жена — Кира Михайловна Бессмертная-Анзимирова (1927—2008), преподаватель МГПИИЯ им. Мориса Тореза, внучка издателя газеты «Копейка», дореволюционного председателя Всероссийского комитета работников печати журналиста, литератора и агронома Владимира Александровича Анзимирова (1859—1921) и дочь Льва Владимировича Анзимирова (1887—1938), выпускника факультета инженеров транспорта Санкт-Петербургского Университета (был начальником, технического отдела службы пути); падчерица организатора кинопроизводства, Заслуженного работника культуры РСФСР (1967) Михаила Самсоновича Бессмертного (3 ноября 1904, Самара — 26 июня 1980, Москва).
- старший сын — Андрей Романович Анзимиров (род. 1951), кинокритик, эссеист и переводчик, с 1990 проживает в США, преподаватель русского языка и страноведения в ряде правительственных школ.
- младший сын — Михаил Романович Бессмертный (1960—2001), член Союза художников России.

Могила Р. Г. Григорьева на Новом Донском кладбище в Москве

## Фильмография
- 1938 — Серго Орджоникидзе (фильм  о похоронах наркома 20 — 21 февраля 1937 года); автор дикторского текста совместно с А. Рыклиным; режиссёры Дзига Вертов, Яков Блиох
- 1940 — На Дунае; автор сценария и дикторского текста совместно с М. Ротлейдером; режиссёр Илья Копалин
- 1945 — Вена (фронтовой спецвыпуск № 3); автор дикторского текста
- 1946 — Болгария; режиссёр
- 1948 — На страже мира (30 лет Советской Армии); автор сценарного плана совместно с Е. Габриловичем; режиссёр совместно с М. Фиделёвой
- 1948 — 32 миллиона (советская потребительская кооперация); режиссёр
- 1949 — Слава труду! (фильм о восстановлении народного хозяйства после окончания Великой Отечественной войны); полнометражный; автор сценария совместно с Е. Кригером; режиссёр совместно с А. И. Медведкиным и М. Е. Славинской
- 1950 — Знание в массы (фильм о  Всесоюзном обществае по распространению политических и научных знаний); режиссёр
- 1950 — Советский Дагестан; автор сценария совместно с Расулом Гамзатовым
- 1951 — По берегам Верхней Волги; полнометражный; режиссёр совместно с И. Копалиным
- 1952 — Советская Якутия; полнометражный;  автор сценария с Н. Мординовым
- 1953 — По берегам Средней Волги (От Ульяновска до Куйбышева); полнометражный; автор сценария совместнос В. Полторацким; реж. совместно с И. Кравчуновским
- 1954 — Дворец науки (открытие нового здания МГУ на Ленинских горах в Москве); полнометражный; автор сценария и режиссёр
- 1954 — Дружба (о праздновании 10-летия возрождения Польши в городах Люблине, Москве, Киеве, Алма-Ате, Минске, пребывание польской делегации в СССР, советских делегатов в Польше); реж.
- 1955 — Счастье трудных дорог (Страницы жизни советской молодежи); полнометражный; реж. совместно с  И. Посельским
- 1955 — На страже мира (фильм о советских вооруженных силах в годы Гражданской войны, Великой Отечественной войны, в послевоенное время); полнометражный; реж. совместно с М. Фиделёвой
- 1955 — Варшавский встречи (фильм о пятом Всемирном фестивале молодежи и студентов в Варшаве); полнометражный; реж. совместно с И. Копалиным, Е. Боссаком, И. Посельским
- 1955 — Мелодии фестиваля (открытие Пятого Всемирного фестиваля молодежи и студентов в Варшаве); полнометражный; 35 мм, ш/э (один из первых цветных широкоэкранных документальных фильмов) реж.: И. Копалин, Е. Боссак. И. Посельский, Р. Григорьев
- 1956 — О Москве и москвичах; полнометражный; реж. совместно с И. Посельским
- 1956 — Мастера венгерской оперетты; режиссёр
- 1956 — Пребывание Н. А. Булганина и Н. С. Хрущева в Англии (спецвыпуск № 1 «Новости дня»)
- 1957 — Свет Октября (фильм создан в честь 40-й годовщины Великой Октябрьской социалистической революции, снимался на территории социалистических стран Восточной Европы, КНДР, КНР и СССР. Носит сильный пропагандистский оттенок и показывает влияние событий Октября 1917 г. на историю XX века); полнометражный; режиссёр совместно с И. М. Посельским
- 1957 — Солдаты Родины (совещание отличников Советской Армии и военно-морского флота в Кремле); автор сценария и режиссёр
- 1957 — Визит наших соседей (пребывание премьер-министра Финляндии К. А. Фагерхольма в СССР); режиссёр
- 1958 — Брюссель, 1958 (фильм рассказывает о Всемирной выставке в Брюсселе); полнометражный; автор сценария и режиссёр
- 1959 — Жить и творить для народа; режиссёр
- 1960 — Слово предоставляется студентам (открытие и работа Международного семинара студентов в Гурзуфе) _?
- 1961 — Люди голубого огня; автор сценария совместно с И. Рахимовым; реж.; Приз IV Международного кинофестиваля документальных и короткометражных фильмов в Лейпциге
- 1961 — Президент республики Куба в СССР (фильм рассказывает о пребывании в СССР Президента республики Кубы доктора Освальдо Дортикоса Торрадо); режиссёр
- 1961 — По Советскому Союзу №№ 6,7,8
- 1961 — Великая программа построения коммунизма. Спецвыпуск (фильм о XXII съезде КПСС)
- 1961 — Торжество ленинского курс (выступление Н. С. Хрущева на XXII съезде КПСС)
- 1962 — На земле братской Болгарии; режиссер
- 1963 — Мой Ташкент; Производство: Ташкентская ст. научно-популярных и документальных фильмов; режиссёр
- 1964 — Магистраль (фильм о строительстве нефтепровода «Дружба»); полнометражный; режиссёр
- 1965 — Москвичи в сорок первом; автор сценария и режиссёр с Б. Небылицким
- 1965 — Они киприоты (фильм о событиях, происходящих на Кипре в январе 1965 года); режиссёр
- 1965 — Товарищи по оружию (фильм о Международной встрече ветеранов войны, участников антифашистской освободительной борьбы); автор сценария и реж.
- 1966 — К новым победам коммунизма. Спецвыпуск № 9 (фильм о заключительном заседании XXIII съезда КПСС); режиссёр
- 1966 — Москва, улица Горького; автор сценария и режиссёр
- 1968 — Люди в пути; Производство: Узбекская к/ст. научно-популярных и документальных фильмов; автор сценария и режиссёр
- 1968 — Подвигом героя гордится Родина (встреча на Внуковском аэродроме космонавта Г. Т. Берегового); режиссёр
- 1969 — Содружество (фильм о Совете Экономической Взаимопомощи); полнометражный; режиссёр
- 1970 — Великий подвиг (в фильме использованы материалы ЦГАКФД СССР и Госфильмофонда СССР; Показаны героическая борьба и труд советских людей в годы Великой Отечественной войны); полнометражный; реж. совместно с Б. Небылицким
- 1971 — На XXIV съезде КПСС. Под знаменами Ленина. Спецвыпуск № 2; режиссёр
- 1971 — На XXIV съезде КПСС. Высшая цель-благо народа. Спецвыпуск № 7; режиссёр
- 1971 — Голубое пламя мира (Открытие XI Международного газового конгресса в Колонном зале Дома союзов); режиссёр
- 1972 — Советское кино № 29 (киноальманах)
- 1972 — Столицы социалистических стран Европы; режиссёр
- 1972 — Частица нашей жизни; режиссёр

## Награды и звания
- Сталинская премия второй степени (1949) — за фильм «На страже мира» (1948).[3]
- Сталинская премия третьей степени (1951) — за фильм «Слава труду!» (1949).
- заслуженный деятель искусств РСФСР (1965).
- заслуженный деятель искусств Узбекской ССР (1971)
- орден Отечественной войны II степени (24.4.1945; был представлен к ордену Отечественной войны I степени)
- орден Красной Звезды (14.4.1944)
- медали
- Главный приз МКФ в Лейпциге — за фильм «Люди голубого огня» (1961) о строительстве газопровода в Средней Азии.